# 馬來西亞四人麻雀

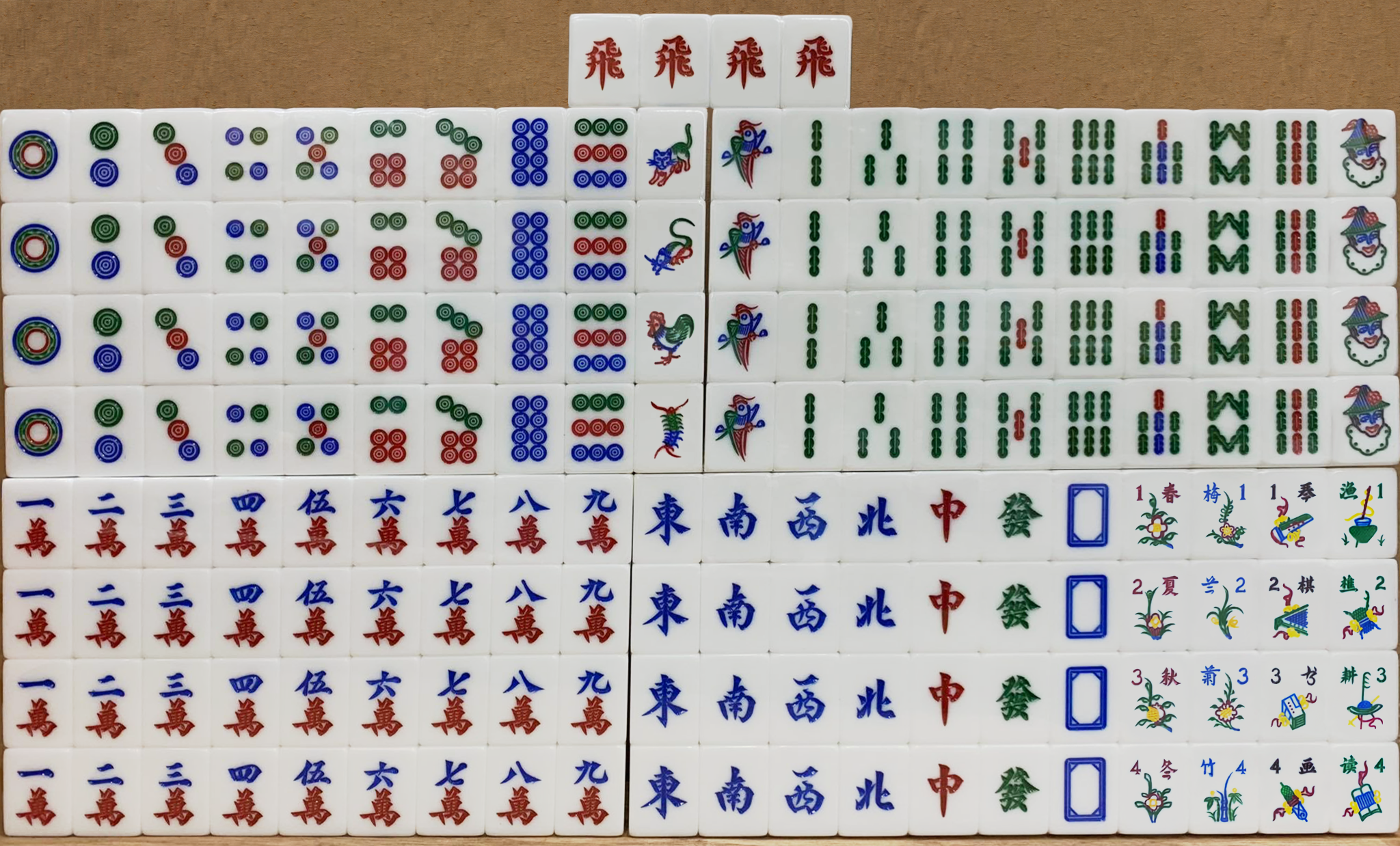
全副馬來西亞麻雀牌，比標準144張麻雀牌多出八張花牌、八張動物及人頭牌、四張飛牌

馬來西亞四人麻雀是麻雀遊戲的其中一種，遊戲方式建基於马来西亚三人麻雀遊戲的规矩和玩法之上，但使用牌張比马来西亚三人麻雀遊戲多，規則上也有相應變化。
以下玩法是开发于各种不同国家四人麻将的玩法而来，其中包括了最主要日本，香港和美国牌的玩法。

## 牌張介绍
馬來西亞四人麻雀使用的牌張比傳統麻雀多，除了數字牌、番子外，還有四臺花、動物牌、飛牌，共有164張牌，如下：

### 數字牌
馬來西亞四人麻雀只用傳統麻雀裏的所有數字牌，包括：

#### 筒子
筒子是數字牌三款花式裏的一款，由一筒至九筒各4張，共36張牌。它們的圖案由銅錢發展而成，外貌如下：

#### 索子
索子是數字牌三款花式裏的一款，由一索至九索各4張，共36張牌。它們的圖案由貫錢發展而成，但一索會畫成鳥形，外貌如下：

#### 萬子
萬子是數字牌三款花式裏的一款，由一萬至九萬各4張，共36張牌。它們的以漢字書寫，外貌如下：

### 番子
馬來西亞四人麻雀使用七款番子牌，共28張牌。當中可分爲：

#### 風牌
風牌亦稱四風牌，有東、南、西、北四款，各4張，共16張牌。它們的外貌如下：

#### 箭牌
箭牌亦稱三元牌，有中、發、白三款，各4張，共12張牌。它們的外貌如下：

### 花牌
馬來西亞四人麻雀使用四臺花（每臺4張，共16張）、兩種動物牌（共8張），當中包括：

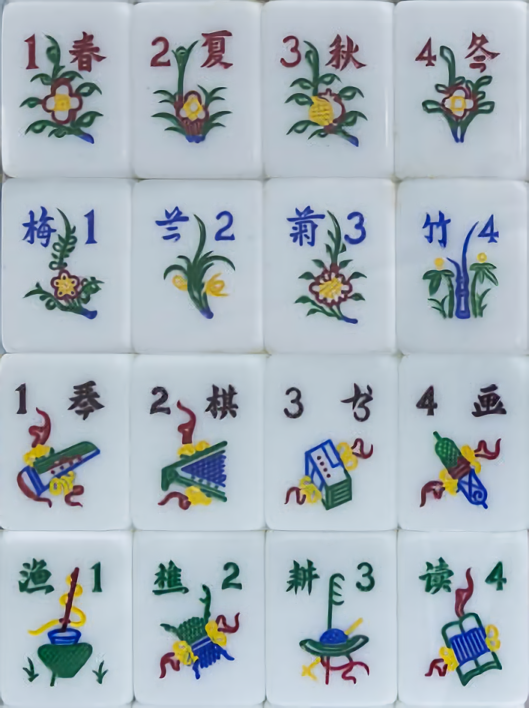
首行爲四季牌，次行爲四君子牌，三行爲四藝牌，末行爲四業牌

#### 四季牌
四季牌有春、夏、秋、冬四款，各1張，共4張牌。它們的外貌如下：
 或 

#### 四君子牌
四君子牌即花中四君子，有梅、蘭、菊、竹四款，各1張，共4張牌。它們的外貌如下：
 或 

#### 四藝牌
四藝牌即琴、棋、書、畫四款，各1張，共4張牌。它們的外貌如下：
 或 

#### 四業牌
四業牌即漁、樵、耕、讀四款，各1張，共4張牌。它們的外貌如下：

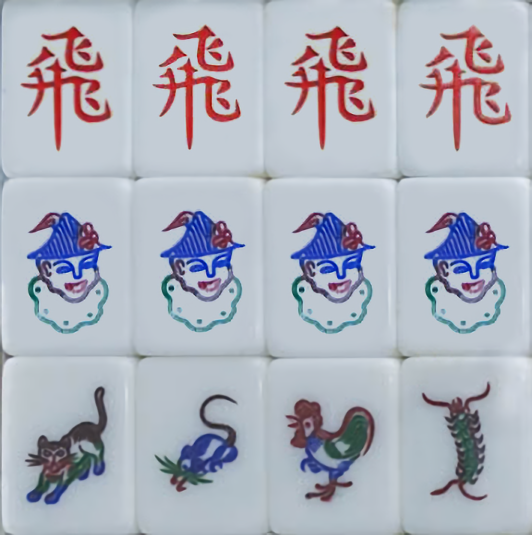
首行爲飛（百搭）牌，次行爲人頭牌，末行爲動物牌

 或 

#### 動物牌
馬來西亞四人麻雀使用的動物牌有兩類，第一類是一般動物，有貓、鼠、雞（公雞）、蟲（蜈蚣）四款，各1張，共4張牌。它們的外貌如下：
第二類是人頭牌，有男人頭、女人頭兩款，各2張。它們的外貌如下：
有些玩家會男女不分，採用4張樣貌相同的小丑人頭。外貌如下：

### 飛牌
飛牌又稱百搭牌、萬用牌，馬來西亞四人麻雀使用4張相同的紅色「飛」字牌。外貌如下：
若手上只有現代普通麻雀牌，沒有這些飛牌，可改用4張一索代替它。因爲一索通常是鳥形，可代表飛。

## 使用牌张
- 这是自创玩法，由于网络不见正式马来西亚四人麻将的玩法。
- 马来西亚四人麻将用的牌张中共144张，如下：

#### 筒子
筒子是數字牌三款花式裏的一款，由一筒至九筒各4張，共36張牌。它們的圖案由銅錢發展而成，外貌如下：

#### 索子
索子是數字牌三款花式裏的一款，由一索至九索各4張，共36張牌。它們的圖案由貫錢發展而成，但一索會畫成鳥形，外貌如下：

#### 萬子
萬子是數字牌三款花式裏的一款，由一萬至九萬各4張，共36張牌。它們的以漢字書寫，外貌如下：

#### 風牌
風牌亦稱四風牌，有東、南、西、北四款，各4張，共16張牌。它們的外貌如下：

#### 箭牌
箭牌亦稱三元牌，有中、發、白三款，各4張，共12張牌。它們的外貌如下：

#### 四季牌
四季牌有春、夏、秋、冬四款，各1張，共4張牌。它們的外貌如下：
 或 

#### 四君子牌
四君子牌即花中四君子，有梅、蘭、菊、竹四款，各1張，共4張牌。它們的外貌如下：
 或 

馬來西亞四人麻雀不会使用飞牌，人头花牌，以及动物花牌。

## 游戏流程
馬來西亞四人麻雀的遊戲流程，建基於马来西亚三人麻雀遊戲之上。詳述如下：
1. 四人圍在一起，坐在桌子的四方，可以用抽牌、抽籤等方法決定座位。然後把牌張的圖案向下，牌背向上，洗好牌張。
2. 洗好牌後，把麻雀牌排成四排牌牆，每个位的牌牆每排有18棟（棟又稱墩），每棟有兩張。
3. 拿出兩枚六面骰，四人各擲出骰，最高数字为开局莊家（东风）。
4. 點數以逆时针方向算起。以莊家先擲出。莊家擲骰決定下一位擲骰者。下一位擲骰者擲出的點數，跟和莊家打出的點數加起來，就是拿牌的位置。
5. 莊家先拿牌，每次拿4張，然後依順時针方向到下家（南風）、对家（西風）和上家（北風）玩家拿4張牌。順序拿了3次後，莊家要「跳牌」拿2張，其餘玩家拿1張。此時莊家手上有14張牌，其餘玩家有13張。
6. 接着把花牌攤開，然後補花——即是在排牆末端拿取補牌，取牌數量爲自己手上的花牌數目。由莊家先補，然後依順時到南風玩家和西風玩家補。如果沒有花，就是「門清」狀態。若補花時又拿到花牌，必須依序再補，直至所有玩家補完花。
7. 由莊家開始打出1張棄牌。玩家打出棄牌後，其下家可以選擇黐牌、碰牌、槓牌或者胡牌；對家與上家也可以選擇碰牌、槓牌或者胡牌，卻不可以黐牌。這幾項操作詳述爲：
  - 黐牌——即是上牌。只有下家可以黐上家的棄牌。可是若有其他玩家要碰牌、槓牌或者胡牌，則要讓給他。只有筒子才可以黐牌。黐牌後，要打出1張棄牌。
  - 碰牌——若有人打出的棄牌，跟自己手裏已有的兩張牌一樣，則可以碰牌。碰牌後，要打出1張棄牌。玩家可以碰任何一家打出的棄牌。
  - 槓牌——若拿到4張一樣的牌，玩家可以槓牌，槓牌之後必須在排牆末端拿取1張補牌。槓牌分三種，包括：
    - 暗槓——即是4張牌都在自己手裏，由自己摸回來，未曾露過面。
    - 明槓——即是己手裏已有3張一樣的牌，然後別的玩家打出第4張，這時候可以喊「槓」把那張棄牌取過來，然後翻開這4張牌。玩家可以槓任何一家打出的棄牌。
    - 加槓——即是自己已有3張碰出了的牌，然後再摸到同一款牌。
8. 如沒有上述操作，則可以順序在牌牆裏摸1張牌，然後打出1張棄牌。如有上述操作，則在完成操作後的下家摸牌。
9. 直至有玩家胡牌，該局遊戲則結束。下局由赢家當莊。
10. 若摸完牌牆裏可拿取的牌張仍然無人得勝，該局遊戲則爲流局。最後摸牌玩家會當下局的莊家。

## 胡牌牌型及番數
***注意***
这是自创玩法，由于网络不见正式马来西亚四人麻将的玩法。
***注意***

## 一番胡牌型
自摸：吃糊的牌是自己摸回來的。
门清：沒有上、碰、槓任何牌而吃糊，不可以開暗槓。
无花：沒有花牌。
花上吃胡：吃糊于补花的牌。
杠上吃胡：吃糊于开杠后补回来的牌。
抢杠吃胡：吃糊于别人开杠的牌。
东风刻子：南西北家形成东风刻子得一番。
南西北刻子：南西北家自家风牌刻子得一番，东家没有番。
三元牌刻子：中发白刻子每组一番
自家花：东风1号花牌，南家2号花牌，西家3号花牌，北家4号花牌。
平胡：只有順子，沒有刻子的吃糊牌型。眼可以是番子。
一色一同顺